# Indrek Pertelson
Indrek Pertelson (ur. 21 kwietnia 1971) – estoński judoka. Dwukrotny medalista olimpijski.
Brał udział w czterech igrzyskach olimpijskich (IO 1992, IO 1996, IO 2000, IO 2004), medale zdobywał w 2000 i 2004 w wadze ciężkiej, powyżej 100 kilogramów. Zostawał wicemistrzem świata w 1999 (waga ciężka) i 2003 (open). W 1996 sięgnął po złoto mistrzostw Europy (open), był srebrnym medalistą w 2004 (waga ciężka) i brązowym w 1997 (open), 1998 (open) i 1999 (waga ciężka). W 1990 i 1990 zostawał mistrzem Europy juniorów.